# Vanderwulpia atrophopodoides
Vanderwulpia atrophopodoides är en tvåvingeart som beskrevs av Townsend 1891. Vanderwulpia atrophopodoides ingår i släktet Vanderwulpia och familjen parasitflugor. Inga underarter finns listade i Catalogue of Life.